# Вантаанкоскі (станція)
60°17′05″ пн. ш. 24°50′55″ сх. д. / 60.284722° пн. ш. 24.848611° сх. д.
Вантаанкоскі (фін. Vantaankosken rautatieasema, швед. Vandaforsens järnvägsstation) — залізнична станція мережі приміських залізниць Гельсінкі, розташована у Вантаа, Фінляндія, приблизно за 15 км на північ від Гельсінкі-Центральний, між станціями  Мартинлааксо та Вегкала.
Пасажирообіг у 2019 склав 979,455 особи

Відкрита 2 вересня 1991 року.
Конструкція — наземна відкрита, з однією прямою острівною платформою. 

## Пересадки
- Автобуси: 322, 431N, 433, 435, 436(N), 437, 565, 566, 572, 574